# Latvenergo
Latvenergo est une entreprise publique d'électricité appartenant à l'État letton. La société produit environ 70 % de l'électricité du pays.

## Présentation
Latvenergo dispose de quatre centrales hydroélectriques: Pļaviņas, Rīgas, Ķegums et Aiviekstes, avec une capacité installée totale de 1 535 MW, de deux usines de cogénération d'une puissance électrique totale de 474 MWe et d’une puissance thermique de 1 525 MWt (TEC 2) et une ferme éolienne près d’Ainaži avec une puissance installée de 1,2 MW.
Latvenergo est la société mère de la société de distribution Sadales tīkls et le propriétaire du système de transmission Latvijas elektriskie tīkli, tandis que le système de transmission est exploité par l'opérateur indépendant Augstsprieguma tīkls, une ancienne filiale de Latvenergo. La société est également copropriétaire de Liepājas enerģija, qui a une puissance installée de 12 MWe et la puissance thermique de 427 MWt.